# Blaise de Monluc
Pour les autres membres de la famille, voir Maison de Montesquiou.
Blaise de Monluc (de Lasseran de Massencome), seigneur de Monluc, né entre 1500 et 1502 à Saint-Puy (Gascogne) et mort le 26 juillet 1577 à Estillac (Montluc) (Gascogne) ou à Condom, est un maréchal de France et un mémorialiste du XVIe siècle.
Serviteur de cinq rois (François Ier, Henri II, François II, Charles IX  et Henri III), Monluc se fit connaître pendant les guerres d'Italie et les guerres de religion, où il mena une répression féroce contre les protestants de Guyenne ; il est élevé par Henri III à la dignité de maréchal de France en 1574.
Il est principalement connu pour ses Commentaires qui couvrent une vaste période, de l'année 1521 jusqu'en 1576, et dont le texte a été publié en 1592, après sa mort.

## Ses origines
Blaise de Monluc appartenait à la famille de Monluc (écrit aussi Montluc, probablement à tort), peut-être liée à la grande famille gasconne de Montesquiou, dont elle serait un rameau détaché au XIIIe siècle. Cependant le maréchal n'a jamais revendiqué aucun lien généalogique agnatique avec la famille de Montesquiou en général ni avec les Lasseran-Massencomme en particulier, même si Mansencôme est effectivement proche de Saint-Puy.  
- Selon Borel d'Hauterive ([4], p. 180), Tamizey de Larroque ([5], p. 2) et [6], le berceau familial éponyme est Monluc, à Monheurt, en Agenais. Si cela est avéré, Blaise avait-il conservé cette terre et en était-il toujours le seigneur ?

- De ses oncles maternels, Blaise hérite aussi, vers 1544, de la seigneurie et le château d'Estillac en Agenais, château qui prend son nom : Montluc[1].
- Un château de Saint-Puy (Sempuy) au comté de Gaure, bien paternel où naquit Blaise, s'appelle également Monluc, sans doute du nom de ses possesseurs (qui seraient donc ici éponymes, plutôt que l'inverse) : la famille pouvait l'avoir depuis ses père ou grand-père, François ou Amanieu de Monluc, donc depuis la 2e moitié du XVe siècle — ou même bien avant si les Monluc sont bien une branche des Lasseran-Massencôme (cf. le débat ci-après) (par ailleurs, si les Monluc sont distincts des Lasseran-Massencôme, leur présence à Saint-Puy reste inexpliquée : peut-être par une alliance, la belle-mère d'Amanieu de Monluc étant par exemple Isabeau de Lomagne-Fimarcon) ; et ce Monluc de Sempuy est-il l'actuel domaine viticole de ce nom, au centre-bourg, ou un château à Sainte-Gemme en Sempuy, au sud-est de la commune[7] ?

Selon les généalogies publiées à partir des années 1730 selon les travaux de Charles d'Hozier et de du Fourny (, p. 174), les Monluc sont un rameau cadet de la Maison de Montesquiou car elle se rattacherait à une branche puînée de cette illustre Maison (issue des Fezensac et donc des anciens comtes/ducs de Gascogne), la branche des Lasseran Massencôme issue d'Odet/Odon de Montesquiou, seigneur de Saint-Pouy (et de Monluc/Bonluc ?), marié en 1318 avec Aude de Lasseran, dame de Massencomme, et dont les enfants prirent le nom,. Ce rattachement des Monluc au dit Odon de Montesquiou (fl. dans la 2e moitié du XIIIe siècle et au début du XIVe siècle) par le truchement des Lasseran Massencôme, se réaliserait ainsi : le fils cadet d'Odet/Odon et d'Aude, Guillaume/Guillem-Arnaud de Montesquiou de Lasseran Massencomme serait l'arrière-grand-père de Pierre de Monluc, lui-même le bisaïeul de notre Blaise ; cette parenté est néanmoins d’abord contestée par le généalogiste André Borel d'Hauterive qui écrit :
« Le nom de Monluc figura pour la première fois vers la fin du XVe siècle...Il appartenait à une race de gentilshommes sans illustration, sans fortune et sans crédit. En 1482 vivait Pierre de Monluc... maître d'hôtel du sérénissime seigneur d'Albret. Amanieu, son fils, aïeul du maréchal, n'est connu que par les détails renfermés dans deux passages des Commentaires de Monluc... François de Monluc, fils d'Amanieu et père du maréchal, n'est également connu que par (ces) deux passages. Rien n'indique le moindre lien du sang entre les seigneurs de Monluc et les Lasseran Massencomme, branche puînée de la Maison de Montesquiou. Cependant, s'il eût connu ou même présumé une semblable parenté, le maréchal n'aurait pas manqué de la signaler dans ses Commentaires, car il cite toujours avec orgueil la noblesse de son extraction, et relève la condition pauvre mais sans tache de ses ancêtres... (Cependant, au XVIIIe siècle) La postérité de Blaise de Montluc était éteinte depuis un siècle, nul héritier direct ne pouvait revendiquer la haute illustration de cette famille (de Monluc). Les Montesquiou mirent tous leurs soins à la rattacher à leur maison comme rameau de la branche cadette de Lasseran Massencomme. Quelques points d'analogie dans les armes et les alliances contractées entre les deux familles donnèrent au système de jonction une apparence de probabilité ou du moins de vraisemblance. La complaisance des généalogistes fit le reste et grâce à la haute considération dont jouissait le nom de Montesquiou pas une voix ne s'éleva pour émettre le moindre doute. Voici comment les auteurs de la troisième édition de L'Histoire des grands officiers de la Couronne du P. Anselme dans le tome VII publié en 1738 établirent pour la première fois que les Montluc étaient issus des Montesquiou. », Néanmoins Borel d’Hauterive révise ses affirmations dans ses écrits ultérieurs. 
Dans sa préface à l’édition de la Pléiade des « Commentaires », Jean Giono ne remet pour sa part pas en cause la filiation de Monluc avec les Montesquiou. Et dans les « Commentaires » mêmes, le maréchal mentionne à plusieurs reprises des officiers de la famille de Montesquiou comme « mon parent ».
Le petit-fils du maréchal, Adrien de Monluc-Montesquiou (vers 1568-1646), fils de François Fabian de Monluc et d'Anne de Montesquiou, (publiera la première généalogie de la famille de Lasseran de Massencomme pour son admission aux ordres du Roi en 1626), et se rattachera en 1629 aux Montesquiou, mais seulement par sa mère Anne, la dame de Montesquiou, ce qui est incontestable (, p. 171).
Quant aux Lasseran Massencôme avérés, ils ont continué la postérité du fils aîné d'Odet et d'Aude — Guillem/Guilhem de Montesquiou (il testa en 1361) — dont l'arrière-arrière-petite-fille Isabeau de Lasseran Massencôme (elle testa en 1502) porta l'héritage, les armes et le nom chez son mari Charles Aimeri de Poyanne : leurs descendants de Poyanne de Lasseran Mansencôme ont même relevé le glorieux nom de Monluc (il y avait eu une alliance entre la tante de Blaise, Rose de Monluc, et Odet de Lasseran-Massencôme, l'oncle d'Isabeau, sans postérité), devenant les Lasseran-Massencôme-Monluc, qui eurent La Garde, Miramont... Cependant, les Monluc ont failli recevoir aux alentours de 1500 les biens des Lasseran-Massencôme, car Louis de Lasseran-Massencôme (il teste en 1462), le père de cet Odet, avait organisé sa succession en cas d'extinction des mâles en leur substituant les Monluc (Borel d'Hauterive n'explique pas ce choix en faveur des Monluc ; serait-ce parce qu'il y avait effectivement un lien entre du sang entre les Monluc et les Lasseran Massencomme, ce qui va contre la position de Borel d'Hauterive ?) ; mais Odet, dès 1486, légua en faveur de sa nièce Isabelle à l'occasion de son mariage avec Poyanne, et un accord amiable avec Amanieu de Monluc (le grand-père de Blaise) entérina cette nouvelle disposition (, p. 169-170).

## Jeunesse et années de formation
Blaise de Monluc était le fils aîné de François de Monluc, qui possédait plusieurs modestes seigneuries en Armagnac et en Agenais, et de Françoise de Mondenard, dame d'Estillac, où elle possédait un château. Il était l'aîné de cinq sœurs et de six frères. 
- Le plus connu était Jean de Monluc, évêque de Valence et de Die.
- Joachim de Monluc, prince de Chabanais, dit le Jeune Monluc, frère de Blaise, était seigneur de Lioux[11] et de Longueville[12],[13]. Dans ses Commentaires, Blaise de Monluc le désigne souvent comme "Monsieur de Lioux, mon frère", selon l'habitude du XVIe siècle qui consistait à désigner les nobles non pas par leur nom de famille mais par le principal titre nobiliaire ou ecclésiastique qu'ils détenaient, ceci afin d'éviter toute confusion entre eux et leurs éventuels frères.
- La sœur de Blaise de Monluc, Anne de Lasseran-Massencôme, dame de l'Isle, a épousé François de Gélas, seigneur de Léberon, et a eu deux fils, Antoine de Gélas de Léberon (père de Lysander de Gélas de Léberon, vicomte de Lautrec et sire d'Ambres par son mariage avec Ambroise de Voisins de Lautrec), qui a participé aux combats de son oncle, et Charles de Gélas de Léberon qui a succédé à son oncle Jean de Monluc comme évêque de Valence et de Die.

Le père de Blaise était relativement désargenté et le jeune garçon eut une enfance toute campagnarde, sans guère de luxe ni de confort. Accoutumé tôt aux exercices physiques, il ne reçut qu'une faible instruction, qui se borna aux rudiments, et plus tard il le regretta. Par relations, il fut admis comme page à la cour du duc Antoine de Lorraine, prince brillant qui combattit aux côtés de Louis XII lors des premières guerres d'Italie. Le duc, époux de Renée de Bourbon-Montpensier, tenait à Nancy une cour qui parut somptueuse à Blaise de Monluc, que l'on surnommait alors  « Blaizot » ou « le page gascon ». Il y acquit une certaine éducation, améliorant en outre sa connaissance de l'équitation et de l'escrime. Trop jeune pour suivre le duc de Lorraine en Italie en 1515, Blaise de Monluc dut rester à Nancy où il fut attaché au service de la duchesse. Hors de page à 14 ans, selon la coutume, il tint d'abord garnison à Nancy comme simple archer dans les troupes ducales. Mais désireux d'entamer une véritable carrière militaire "pour y acquérir de l'honneur", il quitta la Lorraine, retourna à Saint-Puy visiter ses parents qui lui donnèrent quelques secours puis se rendit à Milan où Lautrec et Lescun venaient de réprimer une émeute. Il y trouva ses deux oncles maternels, qui le firent entrer comme archer dans la compagnie de Lescun. La reprise de la guerre entre François Ier, et Charles Quint, en 1521, inaugure le début de la carrière militaire de Monluc.

## Guerres d’Italie
Comme tous les jeunes nobles de son temps désireux de se distinguer avec panache dans le métier des armes, il suivit avec intérêt les fameuses guerres d'Italie, que l'on nomme « Voyages en Italie ». Dès qu’il fut en âge de porter les armes, il partit se battre.
Le rude apprentissage qu'il subit lors de la désastreuse campagne de 1522, marquée par la défaite de La Bicoque, lui fut utile. Sa compagnie revenue en Gascogne, il fut fait enseigne d'une compagnie de gens de pied. Il manifesta des talents de tacticien qui lui valurent les compliments du maréchal de Lautrec lors d'une escarmouche devant Saint-Jean-de-Luz en 1523. Homme d'armes en 1525 à la bataille de Pavie, il fut fait prisonnier sur le champ de bataille, mais trop pauvre pour être rançonnable, il fut relâché. Dès 1527, il participa en Italie à une expédition de Lautrec au cours de laquelle il fut blessé à deux reprises. Il participa ensuite au siège de Naples en 1528, mais la mort de Lautrec et la déroute de l'armée française (frappée par la peste) l'obligèrent à rentrer en Gascogne. Plusieurs années passèrent pendant lesquelles il fut seulement gendarme dans la compagnie du roi de Navarre. En 1534, la création par François Ier de légions nationales lui permit de devenir lieutenant d'une compagnie languedocienne. En 1536, Monluc contribua à la mise en déroute de l'armée de Charles Quint, qui avait envahi la Provence et assiégeait Marseille. À la tête d'une petite troupe, il organisa une expédition nocturne - on dirait aujourd'hui une opération commando - qui détruisit le moulin d'Auriol, que les Impériaux avaient réquisitionné pour s'approvisionner en farine. Charles Quint dut enfin se retirer de Provence, ses puissantes troupes ayant été décimées par les épidémies de dysenterie et la malnutrition (les Français avaient pratiqué la politique de la terre brûlée en détruisant les récoltes et les moulins et en empoisonnant de nombreux points d'eau).

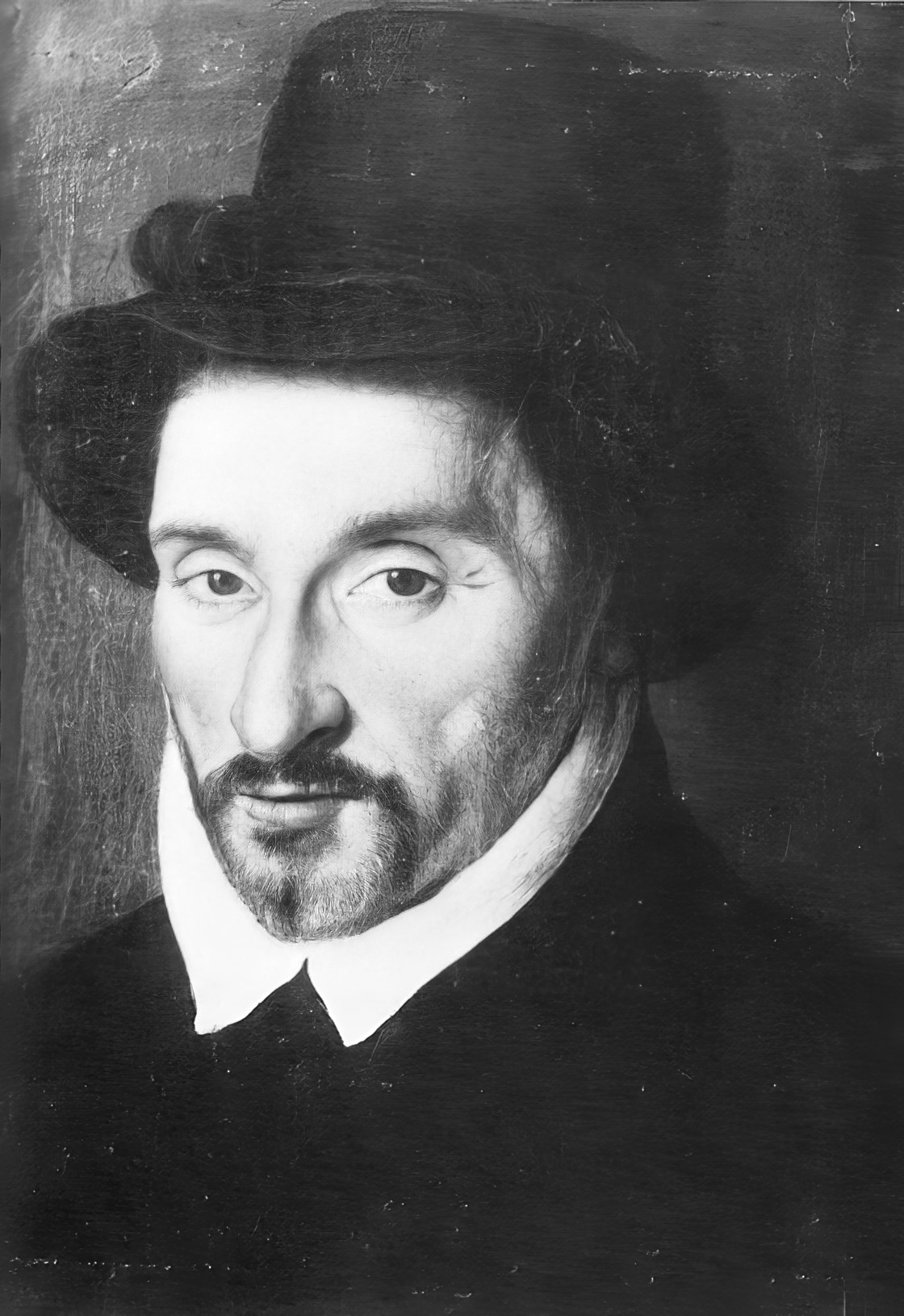
Blaise de Monluc, école française du XVIe siècle (collection privée).

Recommandé au connétable Anne de Montmorency l'année suivante, Monluc reçut le commandement d'une compagnie de la garde du dauphin, le futur Henri II, puis rejoignit l'armée du roi en Italie. Après avoir alterné séjours à la cour et campagnes militaires en Artois, dans le Roussillon, et en Dauphiné, Blaise de Monluc retourna guerroyer en Piémont, où il multiplia les coups de main. Nommé à la tête de l'infanterie gasconne, il joua un rôle important dans la bataille victorieuse de Cérisoles, en 1544. Le comte d'Enghien, frère d'Antoine de Bourbon, qui commandait en chef, le fit chevalier sur le champ de bataille. L'année suivante, il participa au siège de Boulogne, et à plusieurs opérations autour de Calais.
À la mort de François Ier, en 1547, Blaise de Monluc fut d'abord désavoué par Henri II pour avoir pris le parti de La Châtaigneraie lors du célèbre duel qui opposa ce dernier au baron de Jarnac.
Mais en 1548, il fut promu maître de camp et gouverneur de Moncalieri, en Piémont. Bon administrateur, il multiplia les faits d'armes avec le comte de Brissac, lieutenant général du roi en Piémont. Grièvement blessé lors de la prise de Chieri, en 1551, il défendit Bene, Ceva et Caselle l'année suivante. Devenu familier du duc François de Guise, il fut également fait gentilhomme de la chambre du roi en 1553, ce qui lui permit de se rapprocher d'Henri II.
Quand les Espagnols assiégèrent Sienne, en janvier 1554, le roi y envoya aussitôt Monluc comme gouverneur. La défense de Sienne, qui dura de juillet 1554 à avril 1555, fut l'un des faits les plus glorieux de sa carrière, malgré l'échec final. Malade et sans secours, il tint longtemps tête aux Espagnols qui durent pour ce siège mobiliser de nombreuses troupes et qui lui rendirent les honneurs à sa capitulation. À son retour, Blaise de Monluc fut accueilli en triomphe par Henri II qui le reçut dans l'ordre de Saint-Michel.
Vite retourné à la vie militaire, Monluc prit Volpiano aux Espagnols et défendit Rome en 1556.
En 1556 et 1557, il eut pour mission de défendre la petite république de Montalcino, créée par une grande partie des Siennois qui avaient préféré s'exiler à Montalcino plutôt que de subir à Sienne le joug espagnol.
En 1558, Henri II le fit colonel-général des Bandes françaises. En cette qualité de chef de l'infanterie, il se distingua au siège de Thionville, sous les ordres de  Strozzi et du duc de Guise, en juin 1558, et poursuivit avec les Guise une campagne qu'interrompit la trêve de Cercamp le 17 octobre 1558.
La conclusion des traités du Cateau-Cambrésis, qui sacrifiait l'Italie, et la mort accidentelle de Henri II en 1559 furent durement ressenties par Blaise de Monluc.

## Guerres de religion
Pour un article plus général, voir Guerres de Religion (France).
Dans la période qui suivit la mort de Henri II, Monluc eut en Gascogne une attitude attentiste. Il assista aux débuts de la propagation de la Réforme dans le Sud-Ouest et fut scandalisé par la désobéissance des huguenots au roi. Les réformés cherchèrent d'abord à l'acheter. Mais devant l'intransigeance de Monluc, et redoutant que ses compétences de chef de guerre ne se retournent un jour contre eux, ils cherchèrent à l'assassiner.
En 1561, il prêta main-forte au lieutenant-général de Guyenne, Charles de Coucis, seigneur de Burie. Il fut chargé officiellement par la régente Catherine de Médicis de lever des troupes pour renforcer les défenses en Guyenne, région particulièrement troublée. La campagne de 1562 fut la plus terrible de la vie de Monluc. De son propre aveu, il dut malgré lui « user non seulement de rigueur, mais de cruauté ». Accompagné de deux bourreaux, il procéda à de nombreuses exécutions par pendaison. Il sema la terreur chez les huguenots. Selon lui, il s'agissait du seul moyen de faire pression sur l'ennemi et de mettre un terme aux guerres civiles : « on pouvoit cognoistre par là où j'estois passé, car par les arbres, sur les chemins, on en trouvoit les enseignes. Un pendu estonnoit plus que cent tuez ». De grands excès furent commis des deux côtés : Monluc rivalisait de violence avec le capitaine protestant Symphorien de Duras. Destructions, pillages, viols et massacres furent pratiqués dans les deux camps. Monluc défit Duras et Guy de Montferrand à Targon le 15 juillet, puis avec Burie à Vergt le 9 octobre 1562. Il ne fut pas récompensé pour son action, obtenant seulement de partager la lieutenance de Guyenne avec Burie.
En 1563, fut signée la paix d'Amboise dont les conditions mécontentèrent Monluc et de nombreux catholiques. Il participa à la formation des ligues de gentilshommes catholiques dans le sud-ouest, ce qui lui valut d'être désavoué par la reine, qui lui demanda de les dissoudre. En 1565, la mort de Burie lui permit de devenir seul lieutenant-général et de récupérer le titre de vice-amiral de Guyenne. Dès 1563, Blaise de Monluc avoua ne pouvoir appliquer la politique royale de conciliation et offrit sa démission à deux reprises, sans succès. 
Blaise de Monluc entra à nouveau en guerre dès la fin de septembre 1567, averti des préparatifs d'un soulèvement protestant en Guyenne. Avec la même énergie que par le passé, il conserva de nombreuses villes au roi, ceci avec de faibles forces. Il reçut l'ordre de reprendre La Rochelle, ce qui lui paraissait peu exécutable, la monarchie n'ayant pas mis à sa disposition les fonds nécessaires pour lever suffisamment de troupes.  Il prit cependant l'île de Ré en mars 1568, quelques jours avant la paix de Longjumeau, le 23 mars 1568.

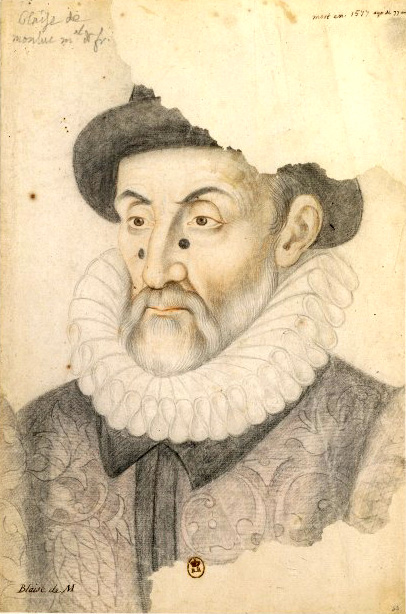
Blaise de Monluc, portrait dessiné du XVIe siècle, collection privée.
Par convention picturale, le nez manquant figure sur le dessin mais la mutilation est signifiée par deux points.

Après une courte trêve, la troisième guerre de religion fut une lourde épreuve pour Monluc, qui ne put s'opposer à la marche d'une armée protestante  venue du Dauphiné et de Provence au secours de La Rochelle et de l'Aunis et menée par Gabriel de Lorges, comte de Montgommery, celui-là même qui avait par accident blessé mortellement le roi Henri II lors d'un tournoi. De violents dissentiments l'opposèrent à Henri Ier de Montmorency, comte de Damville, fils du connétable Anne de Montmorency et gouverneur du Languedoc, auquel il reprocha un manque de volonté à combattre les réformés, voire de mener double jeu. Monluc infligea néanmoins des échecs à Montgommery, qui venait de faire une dure campagne en Béarn et en Basse-Navarre. En septembre 1569, Monluc marcha sur Mont-de-Marsan, place protestante devant laquelle les catholiques avaient échoué à plusieurs reprises. Ayant réussi à s'emparer de la ville, il ordonna le massacre de la garnison pour venger la mort de nombreux catholiques qui avaient été exécutés lors de la prise de Navarrenx par les protestants. En juillet 1570, il eut le nez et les joues arrachés par un coup d'arquebuse alors qu'il montait à l'assaut lors de la prise de Rabastens-de-Bigorre. Cette terrible blessure, qui ne guérit jamais tout à fait, l'obligea à porter un masque de cuir jusqu'à sa mort afin de cacher son visage mutilé, et mit quasiment un terme à sa carrière militaire.

## Œuvre littéraire et fin de vie
La paix de Saint-Germain, signée le 8 août 1570, fut suivie pour Monluc de grands déboires. La monarchie s'engageait alors dans une politique de réconciliation avec les protestants. Le vieux capitaine, haï de tous les protestants, en fit les frais et Charles IX le sacrifia sur l'autel de la politique : la lieutenance de Guyenne lui fut retirée, sans doute sous l'influence des Montmorency, dont il s'était attiré l'inimitié, et une vérification de ses comptes fut engagée par ses ennemis. On l'accusait d'avoir pillé les caisses de l'État, prélevé sur les fonds destinés à la levée des troupes et à l'entretien de la guerre et de s'être approprié les biens de certains huguenots. Le duc d'Anjou, futur Henri III, qui avait, pendant la campagne de 1569, écouté ses avis avec déférence et avait un peu de sympathie pour Monluc, intervint pour que le procès sur ses comptes se terminât de manière favorable pour lui. Dans sa retraite, Monluc avait composé (c'est-à-dire dicté à des secrétaires) ses Commentaires, qu'il dédia au duc d'Anjou, héritier du trône de France en cas de décès de son frère Charles IX. Appelé par le duc d'Anjou au début de 1573 pour le conseiller lors du siège de La Rochelle, il prit place dans son état-major.
En septembre 1574, Monluc se rendit à Lyon pour l'arrivée d'Henri III qui, à la suite du décès de son frère Charles IX, venait juste d'abandonner son éphémère trône de Pologne pour monter sur celui de France. Le nouveau roi, qui appréciait Monluc, consacra la carrière de celui-ci en l'élevant à la dignité de maréchal de France. L'année suivante, Blaise de Monluc abandonna tout commandement militaire après avoir mené le siège de Gensac et tenté en vain pendant trois semaines (durant janvier 1575) de s'emparer du château de Madaillan situé à une dizaine de kilomètres au nord d'Agen d'où il fut délogé par Guy de Montferrand. Probablement humilié par cette ultime et infructueuse opération militaire, Monluc la passe d'ailleurs totalement sous silence dans ses Commentaires... Définitivement retiré, partageant désormais son existence entre son hôtel particulier d'Agen et son château d'Estillac, 
Il mourut le 26 août 1577. Auparavant, dans les dernières années de sa vie, Monluc avait achevé la rédaction de ses Commentaires, dont la première version manuscrite fut largement amendée, amplifiée, et pourvue d'un supplément retraçant la fin de carrière de l'auteur, dicté en 1576. Dans ce travail de correction et d'amélioration du style, il a pu se faire aider par son frère l'évêque Jean de Monluc, qui semble avoir également nourri le projet d'écrire une histoire de son temps. D'abord entreprise pour se défendre des accusations portées contre lui, la composition des Commentaires devint davantage, dans ces dernières années, un moyen de s'adresser à la postérité et de laisser une digne mémoire de soi, en conseillant les capitaines des générations futures mais aussi en justifiant certaines de ses actions. S'il s'est d'abord appuyé, dans la première rédaction de 1570-1571, sur sa mémoire (devenue depuis légendaire) pour relater sa carrière, Monluc a ensuite consulté des ouvrages historiques, notamment les Mémoires de Guillaume et Martin du Bellay. 
Les Commentaires circulent d'abord sous forme manuscrite, dans un milieu limité ; ils ne sont publiés qu'à titre posthume, en 1592, par le parlementaire bordelais Florimond de Raemond. Riches en détails concrets et en conseils pratiques, ils connaissent un grand succès d'estime dans les milieux militaires ; le roi de Navarre et futur Henri IV les aurait qualifié de «Bible [ou bréviaire] du soldat» ; ce mot, reproduit partout, est sans doute apocryphe et d'une invention tardive.

## Maximes
- « Mon épée au Roi, mon âme à Dieu, mon honneur pour moi. »
- « Un homme en vaut cent, et cent n'en valent pas un. »
- « À la guerre, comme en amour, le corps à corps seulement donne des résultats. »
- « Dieu nous ferme les yeux quand il nous veut châtier. »
- « Cœur qui soupire n'a pas ce qu'il désire. »
- « Que ceux qui craignent tant le danger, qu'ils demeurent au lit. »
- « Si l'ost sait ce que fait l'ost, l'ost bat l'ost. » (référence au renseignement militaire)[17]

## Famille

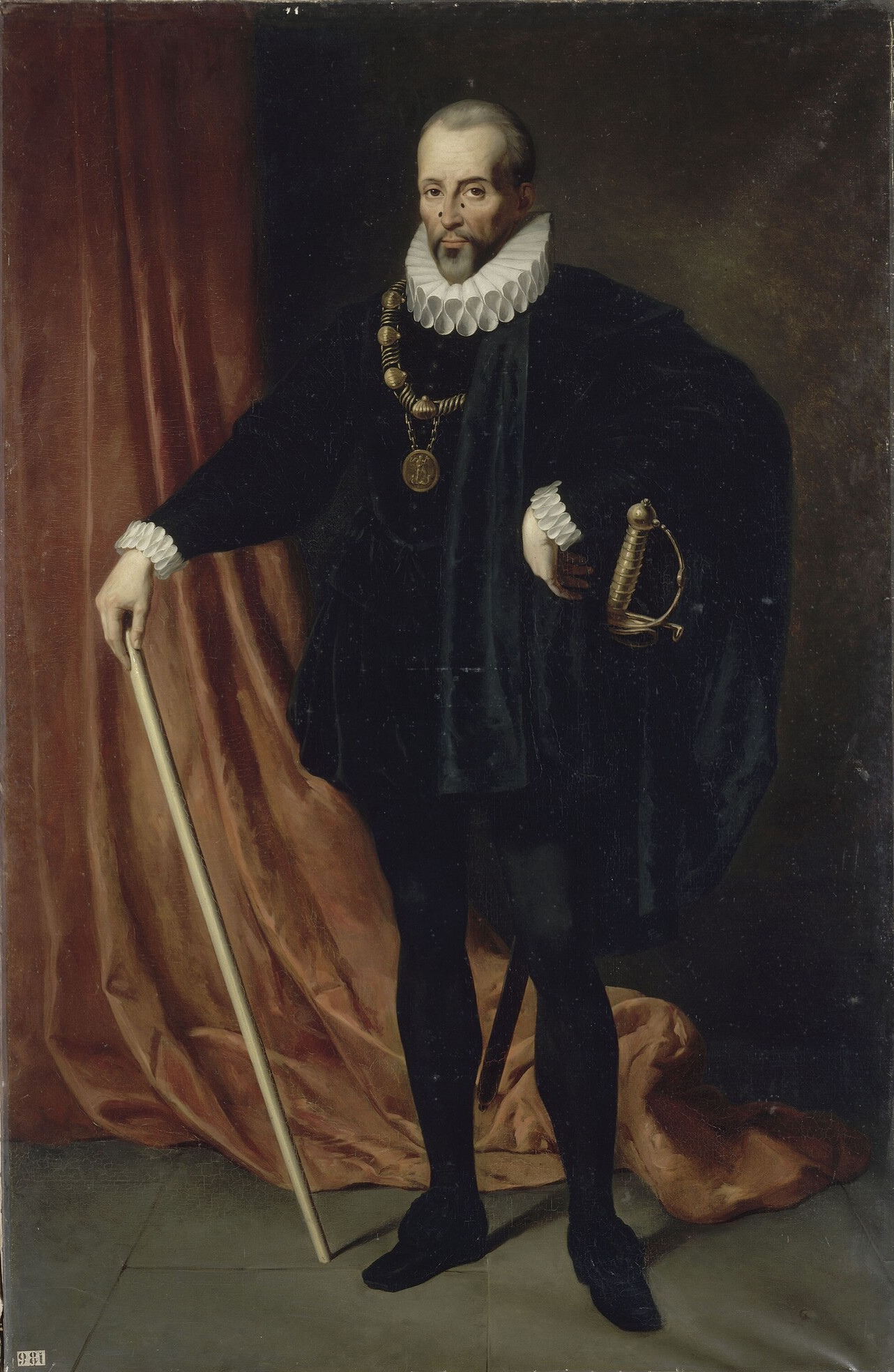
Blaise de Monluc, maréchal de France en 1575, lieutenant-général de Guyenne (1501-1577) portant le collier de l'ordre de Saint-Michel.
Huile sur toile d'Henry Scheffer, galerie des maréchaux de France, château de Versailles, 1834.

De son mariage avec Antoinette Ysalguier (cf. Clermont et Clermont), d'une famille de changeurs toulousains ayant accédé à la noblesse, contracté le 21 octobre 1526, sont nés:
- Marc-Antoine de Monluc, qui fut page de la duchesse de Guise, puis commanda une compagnie de gens de pied sous les ordres de son père pendant la défense de Rome. Il fut tué en 1556, au cours de l'assaut du fort d'Ostie.
- Pierre-Bertrand de Monluc, dit le capitaine Peyrot de Monluc[19], né probablement vers 1539 car son père revient de la guerre en 1538, peut-être au château de Montluc, marié en 1563 à Marguerite de Caupène, seigneur de Caupène, gentilhomme de la chambre sous Charles IX. Après avoir fait ses premières armes en Italie, il combattit sous les ordres de son père au siège de Thionville et pendant la première guerre civile, qui le chargea notamment de massacrer les habitants de Terraube en septembre 1562. Il fut tué en 1566 au cours d'un expédition sur l'île de Madère (sac de Funchal). Il s'agissait d'établir une place de guerre sur la côte du Mozambique pour servir de retraite aux Français qui faisaient le commerce en Afrique et aux Indes orientales. Il a laissé deux enfants : 
  - Blaise de Monluc, qui a été désigné comme son héritier par le maréchal. Il fut tué en 1596 au siège d'Ardres, sans descendance,
  - Charles de Monluc, seigneur de Caupène, tué au siège d'Ardres, peu de jours avant son frère. Il s'est marié en 1589 avec Marguerite de Balaguier, dame de Montsalès, veuve de Bertrand Hébrard de Saint-Sulpice tué à la bataille de Coutras, en 1587[20]. Il a eu une fille de ce mariage :
    - Suzanne de Monluc, mariée en 1606 à Antoine de Lauzières, marquis de Thémines (mort au siège de Montauban, en 1621), fils de Pons de Lauzières-Thémines, maréchal de France,
      - Suzanne de Lauzières-Thémines (morte avant 1645), mariée en 1634 à Charles de Lévis (1600-1649), duc de Ventadour, marquis d'Annonay, sans postérité.
      - Marie de Lauzières-Thémines.
- Jean de Monluc, dit le chevalier de Monluc. Présenté de minorité dans l'ordre de Saint-Jean de Jérusalem en 1556[21], il ne présentera pas ses vœux à la demande de son père. Il reçut le commandement de la compagnie d'infanterie en garnison à Pignerol, puis combattit aux côtés de son père en Gascogne au cours des deuxième et troisième guerres civiles. Il fut fait colonel de 30 enseignes en 1569. Après la mort prématurée de ses deux frères aînés et à la demande de son père, il entre dans les ordres. En 1571, il fut nommé évêque de Condom par Charles IX de France. Accablé d'infirmité, il se démet de son évêché et meurt le 6 août 1581.
- François Fabian de Monluc, qui suivit son frère Pierre-Bertrand dans son expédition sur l'île de Madère. Il fut blessé au siège de Rabastens comme son père. colonel du régiment de Montluc, il fut tué en 1573 à Nogaro. Il avait épousé le 9 janvier 1570 Anne de Montesquiou à condition que ses enfants portent le nom de Monluc-Montesquiou. Il a eu deux fils :
  - Adrien de Monluc-Montesquiou[22], prince de Chabanais, comte de Cramail/Carmain/Caraman (par sa femme Jeanne de Foix-Caraman : schéma généalogique présenté dans l'article comté de Caraman), baron de Montesquiou et de Saint-Félix, comte de Monluc. Né en 1568, il mourut le 22 janvier 1646. 
    - Il a eu une fille unique, Suzanne de Monluc qui apporta ses biens, par son mariage avec Charles d'Escoubleau, à la maison d'Escoubleau de Sourdis,
    - et deux fils légitimés avant son mariage, Marc-Antoine et Jean-Jacques, bâtards de Monluc de Montesquiou.

  - Blaise de Monluc-Montesquiou (vers 1572-1602).
  - Jeanne de Monluc (vers 1573-1610)
- Marguerite de Monluc, religieuse à Provins,
- Marie de Monluc, religieuse au prieuré du Paravis,
- Françoise de Monluc, mariée en 1557 à Philippe de La Roche (mort en 1586), seigneur de Fontenilles.

Après le décès de sa première femme en août 1562, il se remarie  le 31 mai 1564 avec Isabeau de Beauville (ou Boville ; remariée veuve à François de Pérusse, comte des Cars), dont il eut trois filles :
- Charlotte Catherine de Monluc (1565- avant 1634)[23], qui a épousé le 8 février 1582 Aymeri de Voisins, baron de Montaut, de Gramont, de Confolens, premier baron d'Armagnac[24], lieutenant-général au gouvernement de Provence, tué au siège d'Aix, le 26 juin 1593. Elle a eu un fils, François de Voisins dont elle a été la tutrice.
- Suzanne de Monluc, mariée en premières noces à Henri de Rochechouart-Barbasan, baron de Faudoas.
- Jeanne-Françoise de Monluc, mariée en 1587 à Daniel de Talleyrand de Grignols, prince de Chalais, comte de Grignols, marquis d'Excideuil, baron de Beauville et de Mareuil par sa femme. Ils ont eu quatre fils, dont :
  - Charles de Talleyrand, prince de Chalais, marquis d'Excideuil, comte de Grignols, baron de Beauville et d'Excideuil, qui a épousé en 1637 Charlotte de Pompadour : Talleyrand en descend.
  - Henri de Talleyrand-Périgord (1599-1626), comte de Chalais, exécuté à Nantes le 19 août 1626 à la suite d'une conspiration contre le cardinal de Richelieu.
  - André de Talleyrand, chevalier, comte de Grignols, baron de Beauville, qui a épousé en 1639 Marie de Courbon.
  - Léonore de Talleyrand, mariée en premières noces, en 1610, à Henri de Beaupoil de Saint-Aulaire (1590-1614), et en secondes noces, en 1618, à François de Cosnac (1592-1678).
    - Armand de Cosnac (1622-1692)
    - Clément de Cosnac (1626-1655), tué à Solsona, pendant la campagne d'Italie sous le commandement du prince de Conti.
    - Daniel de Cosnac (1628-1708), évêque de Valence et de Die, archevêque d'Aix-en-Provence.
    - Honorée I, née en 1629,
    - Honorée II, née en 1632,
    - Charlotte de Cosnac, morte en bas âge,
    - Jeanne Françoise de Cosnac (1638-1654),

## Armoiries
| Figure | Blasonnement |
|        | de Monluc Ecartelé : 1 et 4, d'azur, au loup ravissant d'or (armes de la ville de Sienne); 2 et 3, d'or, au tourteau de gueules (qui est de Monluc). |

### Sources primaires et textes anciens
- Blaise de Monluc, Commentaires de messire Blaise de Monluc mareschal de France, Bordeaux, S. Millanges, 1592 [https://gallica.bnf.fr/ark:/12148/btv1b8610762b/f9.image].

- [Monluc] Blaise de Monluc et Alphonse de Ruble (révision des manuscrits et publication de variantes), Commentaires et lettres de Blaise de Monluc, maréchal de France : édition revue sur les manuscrits et publiée avec les variantes pour la Société de l'Histoire de France, t. 1, Paris, Veuve de J. Renouard, 1864 (lire en ligne), t. 2, 1866, t. 3, 1867, t. 4, 1870, t. 5, 1872
- Blaise de Monluc, Commentaires, 1521-1576, Paris, Gallimard, coll. « Bibliothèque de la Pléiade », 1964.
- Étienne Pasquier, Lettre sur Monluc (« À Monsieur de Pelgé »), dans Œuvres, t. II, livre XVIII, lettre 2, Amsterdam, Compagnie des Libraires associez, 1723, col. 520.

#### Travaux historiques
- Léon Feugère, Le maréchal de Montluc, 1860 (lire sur Wikisource)
- Philippe Tamizey de Larroque, « Diverses lettres des fils du maréchal Blaise de Monluc », Revue de Gascogne, t. XXX,‎ 1889, p. 83-88 (lire en ligne), p. 180-187, p. 283-287
- Paul Courteault, Blaise de Monluc historien : étude critique sur le texte et la valeur historique des Commentaires, Paris, Librairie Alphonse Picard et fils, 1907, XLVIII-685 p. (présentation en ligne, lire en ligne), [présentation en ligne], [présentation en ligne], [présentation en ligne], [présentation en ligne].
- Paul Courteault, Un cadet de Gascogne au XVIe siècle : Blaise de Monluc, Paris, Librairie Alphonse Picard et fils, 1909, 308 p. (présentation en ligne, lire en ligne), [présentation en ligne], [présentation en ligne], [présentation en ligne].
- Jean-Charles Sournia, Blaise de Monluc : soldat et écrivain (1500-1577), Paris, Fayard, 1981, 447 p. (ISBN 2-213-00955-4).
- Arlette Jouanna, « Monluc, famille de », dans Arlette Jouanna, Jacqueline Boucher, Dominique Biloghi et Guy Le Thiec, Histoire et dictionnaire des guerres de religion, Paris, Robert Laffont, coll. « Bouquins », 1998, 1526 p. (ISBN 2-221-07425-4), p. 1111-1116.
- Serge Brunet, « De l'Espagnol dedans le ventre ! » : les catholiques du Sud-Ouest de la France face à la Réforme (vers 1540-1589), Paris, Honoré Champion, coll. « Bibliothèque d'histoire moderne et contemporaine » (no 23), 2007, 998 p. (ISBN 978-2-7453-1465-9, présentation en ligne), [présentation en ligne].
- Georges Courtès (dir.), Le Gers. Dictionnaire biographique de l'Antiquité à nos jours, Société Archéologique et Historique du Gers, Auch, 1999  (ISBN 2-9505900-1-2).
- Jean-Baptiste Lucq, Blaise de Monluc, lieutenant du roi et chef des catholiques de Guyenne durant les premières guerres de religion (1560-1570), Paris, École nationale des chartes, 2021, 874 p. (SUDOC 255836732)

#### Études littéraires
- Jean-Louis Fournel , « La conception des commentaires dans l’écriture de l’Histoire de Guichardin et Monluc », dans Du Pô à la Garonne : recherches sur les échanges culturels entre l’Italie et la France à la Renaissance, dir. J. Cubelier de Beynac et M. Simonin, Agen, Centre Matteo Bandello, 1990, p. 291‑318.
- Jean Giono, préface aux Commentaires, éd. Courteault, Paris, Gallimard, 1964.
- Marc Hersant, « Discours de vérité et virilité blessée dans les Commentaires de Monluc », Textuel, no 49, 2006, p. 239‑256
- Claude La Charité, « Blaise de Monluc : les “Commenteres de cest autre cesar” et l’invention du genre mémorialiste », dans Calliope et Mnémosyne : Mélanges offerts à Gilbert Schrenck, dir. Jean-Claude Ternaux et Cécile Huchard, Paris, Classiques Garnier, 2017, p. 355‑364 [https://classiques-garnier.com/calliope-et-mnemosyne-melanges-offerts-a-gilbert-schrenck-blaise-de-monluc.html].
- Lionel Piettre, L’Ombre de Guillaume Du Bellay sur la pensée historique de la Renaissance, Genève, Droz, 2022 (3e partie consacrée à Monluc et Martin Du Bellay).
- Lionel Piettre, « Jean et Blaise de Monluc : une harangue relue à la lumière de l’expérience », Littératures classiques, vol. 94/3, 2017, p. 105‑115 [https://shs.hal.science/halshs-01858538v1].
- Lionel Piettre, « La famille, ses membres fantômes et les “ petits Monlucs ” », Albineana, no 36, 2025, p. 117‑142 [https://classiques-garnier.com/albineana-2024-cahiers-d-aubigne-n-36-vocations-d-enfants-et-trajectoires-familiales-1550-1630-la-famille-ses-membres-fantomes-et-les-petits-monlucs.html].
- Alicia Viaud, À hauteur humaine : la fortune dans l’écriture de l’histoire, 1560-1600, Genève, Droz, 2021.
- Alicia Viaud, « “La toilette de Monluc” : le brouillage de l’identité par le costume, au service de la stratégie militaire », dans Objets nomades: circulations matérielles, appropriations et formations des identités à l’ère de la première mondialisation, XVIe-XVIIIe siècles, dir. Ariane Fennetaux, Anne-Marie Miller Blaise et Nancy Oddo, Turnhout, Brepols, 2020, p. 288‑301.